# Italská socialistická strana (2007)
Italská socialistická strana (italsky Partito Socialista Italiano, zkratka PSI) je malá italská středolevicová politická strana, hlásící se k odkazu původní Italské socialistické strany, která byla v letech 1945-1994 jednou ze tří hlavních italských politických stran. 
V současnosti strana nemá zastoupení v parlamentu, ani nemá zaznamenatelnou podporu v průzkumech voličských preferencí.

## Historie
Strana vznikla roku 2007 sloučením několika menších formací, vzešlých z původní PSI. Až do roku 2009 nesla název Socialistická strana (Partito Socialista, PS). V parlamentních volbách v roce 2008 socialisté získali jedno procento hlasů, a nedostali se tak do parlamentu. Pro eurovolby 2009 strana vstoupila společně se zelenými a socialistickými stranami do koalice Levice a svoboda (SeL). Kandidátka ale získala jen 3.1 procenta hlasů a žádný mandát. Přes neúspěch se SeL rozhodla přeměnit v politickou stranu, což socialisté odmítli a z koalice vystoupili.
Před parlamentními volbami v únoru 2013 Italská socialistická strana vstoupila do Středolevicové koalice a kandidovala za Demokratickou stranu. V hlasování obdržela 4 poslance a 2 senátory. Ve středolevicové vládě Mattea Renziho a vládě Paola Gentiloniho působil lídr PSI Riccardo Nencini jako zástupce ministra dopravy.
Pro parlamentní volby 2018 utvořila PSI koalici s Federací zelených, která pod názvem Spolu obdržela 0.6 procenta hlasů a jeden mandát v Poslanecké sněmovně i Senátu. Mandát v Senátu připadl PSI.
Roku 2019 strana vstoupila do uskupení Více Evropy a podílela se na vytvoření senátorského klubu strany Italia Viva.

## Volební výsledky

### Poslanecká sněmovna
| Volby | Hlasy         | Hlasy         | Mandáty | Mandáty | Pozice | Postavení |
| Volby | Abs.          | %             | Abs.    | ±       | Pozice | Postavení |
| ----- | ------------- | ------------- | ------- | ------- | ------ | --------- |
| 2008  | 355 575       | 1.0           | 0/630   | ▬0      | ▲10.   | –         |
| 2013  | V rámci PD    | V rámci PD    | 4/630   | ▲4      | ▬10.   | Vláda     |
| 2018  | Součást Spolu | Součást Spolu | 0/630   | ▼4      | ▼      | –         |
| 2022  | V rámci PD    | V rámci PD    | 0/400   | ▬0      | ▬      | –         |

### Senát
| Volby | Hlasy         | Hlasy         | Mandáty | Mandáty | Pozice |
| Volby | Abs.          | %             | Abs.    | ±       | Pozice |
| ----- | ------------- | ------------- | ------- | ------- | ------ |
| 2008  | 285 802       | 0.9           | 0/315   | ▬0      | ▲9.    |
| 2013  | V rámci PD    | V rámci PD    | 2/315   | ▲2      | ▲7.    |
| 2018  | Součást Spolu | Součást Spolu | 1/315   | ▼1      | ▼9.    |
| 2022  | V rámci PD    | V rámci PD    | 0/200   | ▼1      | ▼      |

### Evropský parlament
| Volby | Hlasy       | Hlasy       | Mandáty | Mandáty | Pozice |
| Volby | Abs.        | %           | Abs.    | ±       | Pozice |
| ----- | ----------- | ----------- | ------- | ------- | ------ |
| 2009  | Součást SeL | Součást SeL | 0/72    | ▬0      | ▬      |
| 2014  | V rámci PD  | V rámci PD  | 0/73    | ▬0      | ▬      |
| 2019  | Součást +Eu | Součást +Eu | 0/76    | ▬0      | ▬      |